# Anne of Green Gables: The Continuing Story
Anne of Green Gables: The Continuing Story è una miniserie del 2000 in due episodi. È il secondo sequel di Anna dai capelli rossi, miniserie del 1985.
La serie era molta attesa dai fan ed è stato il più controverso e pesantemente criticato dei tre adattamenti scritti e prodotti da Kevin Sullivan. The Continuing Story è stato criticato principalmente perché, a differenza di Anne of Green Gables del 1985 e del suo sequel del 1987, la sceneggiatura non è stata basata sulle opere di Lucy Maud Montgomery, ma è invece una storia completamente originale ambientata durante la prima guerra mondiale scritta da Sullivan e Laurie Pearson. Montgomery aveva infatti scritto un romanzo incentrato sulla figlia minore di Anne ambientato in quello stesso periodo, Rilla di Ingleside, in cui Anne è una donna sposata di mezza età i cui tre figli sono in guerra in Europa.
La cronologia dell'Anne of Green Gables di Sullivan non è sincronizzata con i romanzi di Montgomery, in gran parte a causa della serie spin-off Road to Avonlea. L'arco temporale del mondo immaginario di Sullivan si è evoluto con una differenza di 20 anni rispetto ai romanzi. Di conseguenza, Sullivan ha deciso di trasformare il terzo film in una storia completamente nuova che portasse Anne e Gilbert sui campi di battaglia della Prima Guerra Mondiale invece che dei loro figli.
La serie è stata anche criticata per aver introdotto un problema di continuità. Dopo la morte di Colleen Dewhurst nel 1991, la scomparsa di Marilla Cuthbert fu scritta in La strada per Avonlea. Durante il funerale, Hetty King si riferisce a Gilbert e Anne Blythe, affermando che sono sposati. Anne non compare nell'episodio perché malata di scarlattina che, secondo Gilbert, ha contratto da uno dei loro figli. Tuttavia, in The Continuing Story, ambientato molto tempo dopo la morte di Marilla, i due sono ancora fidanzati e non hanno figli. La serie tenta di risolvere la discontinuità facendo dire a Gilbert che sono fidanzati da così tanto tempo che la gente pensa che si siano sposati anni fa, e rivelando che Anne aveva la scarlattina mentre insegnava in un orfanotrofio in Nuova Scozia.
Gli storici attori Megan Follows e Jonathan Crombie hanno ripreso il loro ruolo rispettivamente come Anne Shirley e Gilbert Blythe, molti membri noti del cast dei primi due adattamenti sono presenti in questo.

## Trama
Anne Shirley torna ad Avonlea dopo cinque anni di insegnamento in un orfanotrofio in Nuova Scozia mentre era separata dal suo fidanzato, Gilbert Blythe che stava finendo la scuola di medicina. Dopo aver incontrato Diana Barry e altri vecchi amici, Anne visita Green Gables e rimane inorridita nello scoprire che dalla morte di Marilla (nella terza stagione di Road to Avonlea), i nuovi proprietari hanno trattato Green Gables così male che sta cadendo a pezzi. Più tardi, Anne si riunisce con Gilbert sull'isola, tuttavia, invece di sistemarsi immediatamente, Gilbert chiede ad Anne di trasferirsi a New York poiché gli è stato offerto un posto come dottore al Bellevue Hospital, una prestigiosa istituzione medica. Anne accetta con riluttanza solo dopo la promessa che un giorno torneranno sull'Isola del Principe Edoardo per crescere la loro famiglia.
A New York, Anne lavora come redattrice junior presso una piccola casa editrice, dove incontra Jack Garrison, uno scrittore e fenomeno locale che si interessa ad Anne. Vedendo il suo potenziale come scrittrice, si offre di diventare l'editore del suo nuovo manoscritto e di usare la sua influenza per farlo pubblicare con entrambi i loro nomi, minacciando di saltare da una finestra se Anne non accetta il suo aiuto. Quando il manoscritto viene accettato, Anne è indignata nell'apprendere che Jack lo ha presentato come interamente suo e l'editore si rifiuta di darle credito. Interrompe i contatti con Jack che rivela di essersi innamorato di lei. Nel frattempo, Gilbert è turbato dal suo lavoro all'ospedale di Belleview: la maggior parte dei medici è più interessata al prestigio che a salvare vite umane. Disillusi dalla vita a New York, Anne e Gilbert tornano sull'Isola del Principe Edoardo.
Al ritorno ad Avonlea, Gilbert acquista Green Gables dal signor Harrison e iniziano a restaurare la casa mentre pianificano il loro matrimonio. La presenza della guerra si fa sentire anche ad Avonlea dove molti dei suoi cittadini maschi si arruolano pronti a partire per l'Europa, compreso il marito di Diana, Fred Wright. Anche Gilber si persuade di dover fare la sua parte e quando lo comunica ad Anne, lei è così incredula che in un momento di distrazione accende accidentalmente un incendio, danneggiando Green Gables. La crescente pressione porta Gilbert ad arruolarsi come ufficiale medico e convince Anne a sposarlo prima di andarsene. Quando viene dichiarato disperso, Anne parte per l'Europa come volontaria della Croce Rossa nella speranza di ritrovarlo.
La disperata ricerca di Anne nella zona di guerra porta a un incontro casuale con Jack Garrison, insieme alla sua ragazza, Colette, e al loro figlio neonato, Dominic. Jack, coinvolto in pericolose attività di spionaggio, se ne va all'improvviso e chiede ad Anne di portare Colette e Dominic a Londra, tuttavia, Colette viene uccisa in un'esplosione, mentre Anne vede brevemente Gilbert mentre la sua truppa è costretta ad abbandonare l'ospedale da campo. Anne promette a Colette, al suo ultimo respiro, di prendersi cura di Dominic e di lasciarlo al padre. Lasciata a prendersi cura di Dominic, Anne ritrova in un accampamento Fred, ferito e a cui verrà amputato il braccio per evitare il propagarsi della gangrena. Insieme, partono per Londra e risiedono nell'appartamento di Jack finché non possono tornare in Canada; in quel periodo, Anne lavora per l'ufficio di un giornale britannico e conosce Fergus Keegan, l'editore di Jack, e Maude Montrose, una dei contemporanei di Jack e collega spia. Quando Jack arriva per prendere accordi per la sua famiglia, viene a sapere della morte di Colette e chiede ad Anne di prendersi cura di Dominic. Sebbene Anne intenda tornare in Canada con Fred e Dominic, il suo legame con Jack e la possibilità che riaffiora di trovare Gilbert si traducono nel portare Dominic con lei in Francia mentre Dominic riesce a ritornare in Canada dalla sua famiglia.
Travestita da suora e facendo amicizia con le attrici americane Margaret Bush ed Elsie James, Anne fatica a portare Dominic da suo padre. Dopo essere riuscita a scappare ad un attentato si riunisce nuovamente con Jack che aspettava nel castello di sua zia, Anne viaggia con lui nella speranza di trovare suo marito, Gilbert. Mentre la ricerca di Anne continua ad essere infruttuosa, Jack tenta di convincerla a tornare con lui negli Stati Uniti e formare una famiglia con lui e Dominic; Anne rifiuta, determinata a continuare a cercare Gilbert nella zona di guerra. Quando incontra di nuovo Margaret ed Elsie, si unisce a loro per intrattenere i soldati; tra la folla finalmente trova il suo adorato Gilbert e i due si riuniscono. Jack fa in modo che se ne vadano immediatamente mentre si avvicina l'armistizio per porre fine alla guerra. Tuttavia, la paura di Keegan di essere smascherato come traditore dal gruppo di Jack fa sì che Jack venga colpito sul treno; mentre muore, chiede ad Anne di prendersi cura di suo figlio. Una volta dichiarato l'armistizio, Anne e Gilbert tentano di trovare Dominic, ma dopo aver trovato vuoto il castello di Kit Garrison, sono costretti a tornare in Canada nella speranza di continuare le ricerche del bambino da Avonlea.
Dopo un anno trascorso ad Avonlea, Anne e Gilbert arrivano alla stazione ferroviaria locale per andare a prendere Dominic che adotteranno come loro figlio. Con Gilbert pronto a rilevare lo studio medico di un altro medico nel villaggio di Glen St. Mary, decidono di lasciare Green Gables a Diana e Fred per iniziare la loro nuova vita insieme.

## Produzione
Il terzo adattamento di Anne era un concetto completamente originale che portava Anne e gli altri personaggi di Avonlea (sia dalla serie televisiva Road to Avonlea che dalle due precedenti di Anne of Green Gables) in un periodo in cui ogni personaggio si trovava ad affrontare disordini personali causati della prima guerra mondiale. Il ritratto di Anne e Gilbert da parte di Sullivan in questo terzo adattamento non coincide cronologicamente con i romanzi di Montgomery; Rilla di Ingleside ritrae i figli di Anne che vanno a combattere durante la prima guerra mondiale mentre Anne e il marito Gilbert assistono alla guerra dal fronte interno dell'Isola del Principe Edoardo. Rilla, la loro figlia più piccola, la protagonista, alleva per alcuni anni il figlio di qualcun altro; viene definito dalla famiglia come "il bambino di guerra di Rilla" ed è stato presumibilmente l'ispirazione per il personaggio di Dominic in Anne of Green Gables: The Continuing Story.
Sebbene The Continuing Story fosse ambientato a New York (USA), Inghilterra, Francia e Germania, è stato girato quasi interamente in studio o in location come Montreal e nell'Ontario meridionale, inclusa Toronto.

## Sequenza temporale ed eventi
- Estate 1915 – Anne, che ora ha 31 anni, torna ad Avonlea dopo aver insegnato all'orfanotrofio Hopetown di Halifax.
- Autunno 1915 – Anne e Gilbert si trasferiscono a New York. Anne inizia a lavorare alla Winfield Publishing dove incontra l'autore Jack Garrison mentre Gilbert lavora al Bellevue Hospital.
- Primavera 1917 – Anne e Gilbert tornano ad Avonlea e Gilbert decide di arruolarsi
- Estate 1917 – Anne and Gilbert si sposano.
- Inizio 1918 – Tutte le lettere di Anne a Gilbert sono state restituite ad Avonlea.
- Primavera 1918 – Anne va in Europa alla ricerca di Gilbert e una volta arrivata incontra Jack Garrison su un treno che attraversa l'Europa con sua moglie Collette e il suo bambino, Dominic.
- Settembre 1918 – Anne vede Gilbert lasciare un ospedale da campo in ambulanza ma prima che possa parlargli un'esplosione uccide Collette lasciando Anne a prendersi cura di Dominic.
- Settembre 1918 – Anne trova Fred ferito, ma vivo.
- Ottobre 1918 – Anne accetta un lavoro presso un giornale locale a Londra.
- Autunno 1919 – Anne e Gilbert adottano Dominic e si trasferiscono a Glen St. Mary, Four Winds, Isola del Principe Edoardo, lasciando Green Gables a Diana e Fred.

## Versione in DVD
Anne of Green Gables: The Continuing Story è inedita in Italia al contrario dei suoi due prequel Anna dai capelli rossi e Anna dai capelli rossi - Il sequel  interamente doppiati in italiano